# Symphonie no 10 de Michael Haydn
Pour les articles homonymes, voir Symphonie no 10.

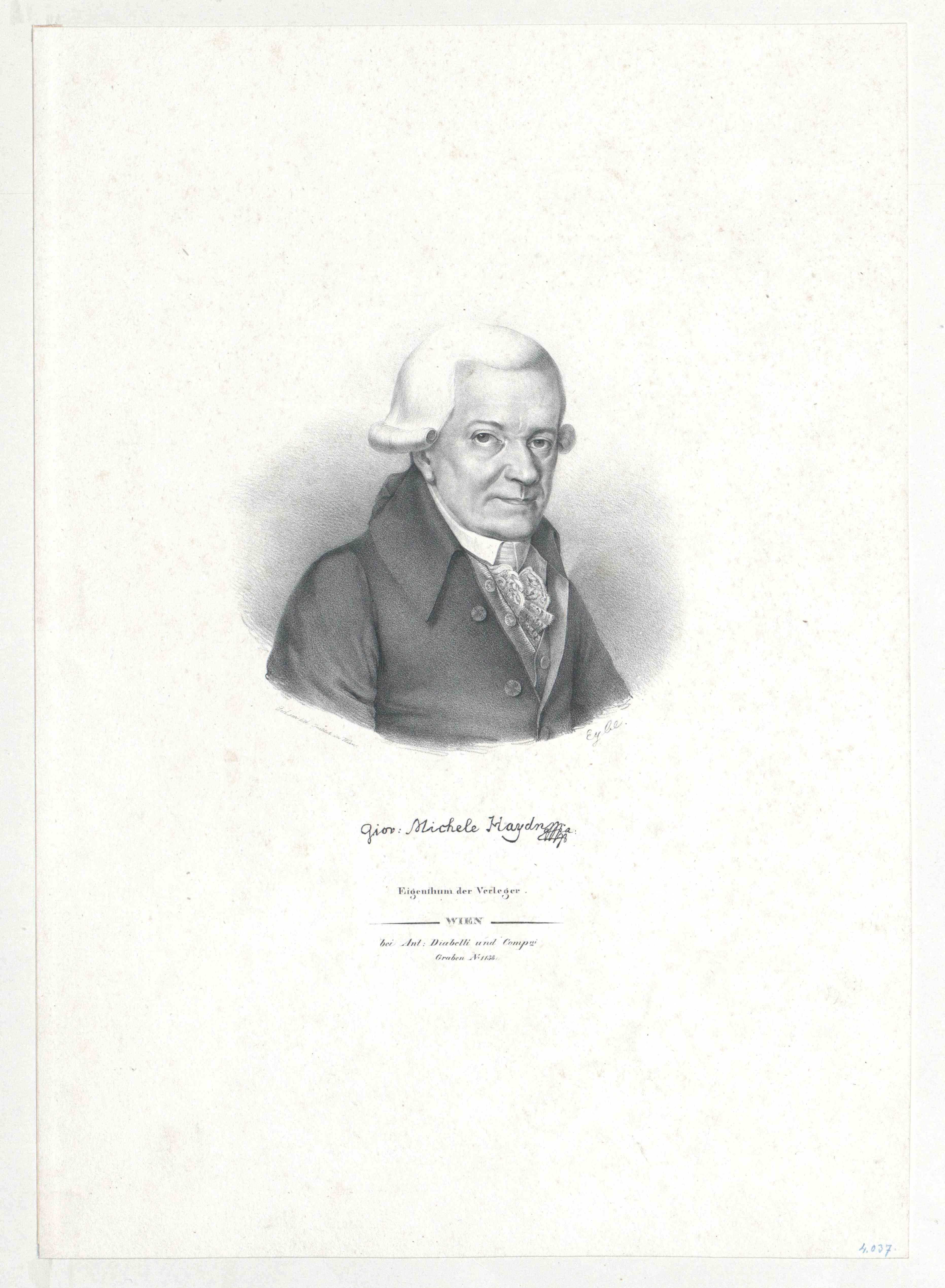
Michael Haydn, lithographie du XIXe siècle

La Symphonie no 10 en fa majeur, Perger 45, MH 51, est une symphonie de Michael Haydn, qui a été probablement composée à Salzbourg vers 1761.

## Analyse de l'œuvre
Elle comporte trois mouvements :
1. Allegro assai con spirito, en fa majeur
2. Andante grazioso
3. Finale. Prestissimo

Durée de l'interprétation : environ 18 minutes.

## Instrumentation
La symphonie est écrite pour 2 hautbois, 2 bassons, 2 cors, 2 trompettes et les cordes.